# Розенбергская
Розенбергская — исчезнувшая заимка, входившая в состав Услонского сельского поселения Зиминского района Иркутской области.

## История
Населённый пункт был основан в 1866 году. Название произошло от фамилии купца Розенберга, основателя заимки, который являлся его хозяином до Революции 1917 года. Он был очень богат, имел множество магазинов в России и за границей. Сохранилось озеро Розенбергское, вокруг которого стояла заимка. Существует легенда, что оно не имеет дна. По неподтверждённым данным ранее там была угольная шахта, принадлежавшая Розенбергам. После смерти хозяина заимки его жена приказала затопить шахту. Воду отвели из ручья Халют, протекающего рядом.
В 1920-е-1930-е годы населённый пункт входил в состав Зиминского сельсовета (центр в с. Зима, ныне — микрорайон Старая Зима) Зиминского района. По данным переписи 1926 года, насчитывалось 26 хозяйств, проживало 115 человек (53 мужчины и 62 женщины). Большинство жителей работали в деревне Кустова. Населённый пункт входил в состав колхоза «Коммунар», с 1957 года — в состав совхоза «Зиминский». Розенбергская заимка перестала существовать в 1959 году.